# Saison 2015 de l'équipe cycliste Leopard Development
La saison 2015 de l'équipe cycliste Leopard Development est la quatrième de cette équipe.

## Préparation de la saison 2015

### Arrivées et départs
| Arrivées           | Équipe 2014                 |
| ------------------ | --------------------------- |
| Jan Dieteren       | Stölting                    |
| Kristian Haugaard  | Giant-Shimano Development   |
| Alexander Krieger  | Stuttgart                   |
| Brent Luyckx       | EFC-Omega Pharma-Quick Step |
| Viktor Manakov     | Itera-Katusha               |
| Luc Turchi         | VV Tooltime Preizerdaul     |
| Laurent Vanden Bak | An Post-ChainReaction       |
| Tom Wirtgen        | UC Dippach                  |

| Départs           | Équipe 2015                   |
| ----------------- | ----------------------------- |
| Piero Baffi       |                               |
| Dennis Coenen     | Vastgoedservice-Golden Palace |
| Alex Kirsch       | Cult Energy                   |
| Florian Salzinger |                               |
| Tom Thill         | Differdange-Losch             |
| Joël Zangerlé     | Cult Energy                   |

## Coureurs et encadrement technique

### Effectif
| Cycliste           | Date de naissance | Nationalité | Équipe 2014                 |  |
| ------------------ | ----------------- | ----------- | --------------------------- |  |
| Jan Dieteren       | 12 avril 1993     | Allemagne   | Stölting                    |  |
| Kevin Feiereisen   | 12 avril 1992     | Luxembourg  | Leopard Development         |  |
| Kristian Haugaard  | 27 février 1991   | Danemark    | Giant-Shimano Development   |  |
| Marco König        | 1er juillet 1995  | Allemagne   | Leopard Development         |  |
| Alexander Krieger  | 28 novembre 1991  | Allemagne   | Stuttgart                   |  |
| Brent Luyckx       | 4 juillet 1995    | Belgique    | EFC-Omega Pharma-Quick Step |  |
| Viktor Manakov     | 9 juin 1992       | Russie      | Itera-Katusha               |  |
| Massimo Morabito   | 25 février 1993   | Luxembourg  | Leopard Development         |  |
| Patrick Olesen     | 9 octobre 1994    | Danemark    | Leopard Development         |  |
| Matthias Plarre    | 27 février 1992   | Allemagne   | Leopard Development         |  |
| Pit Schlechter     | 26 octobre 1990   | Luxembourg  | Leopard Development         |  |
| Luc Turchi         | 1er juin 1995     | Luxembourg  | VV Tooltime Preizerdaul     |  |
| Laurent Vanden Bak | 2 octobre 1989    | Belgique    | An Post-ChainReaction       |  |
| Tom Wirtgen        | 4 mars 1996       | Luxembourg  | UC Dippach                  |  |

Portraits
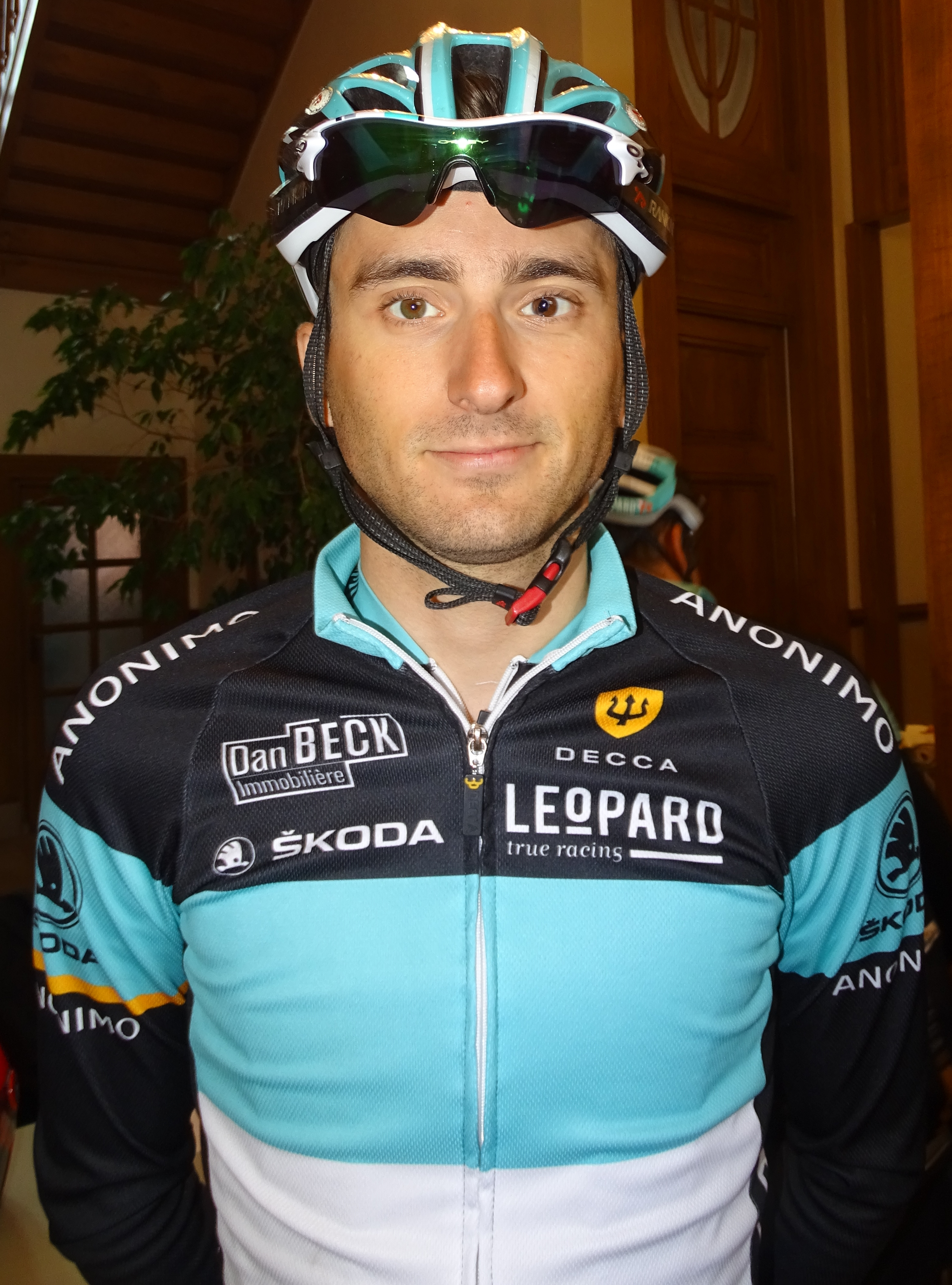
Laurent Vanden Bak.

## Bilan de la saison

### Victoires
| Date       | Course                                                | Pays       | Classe | Vainqueur   |
| ---------- | ----------------------------------------------------- | ---------- | ------ | ----------- |
| 25/06/2015 | Championnat du Luxembourg du contre-la-montre espoirs | Luxembourg | CN     | Tom Wirtgen |
| 28/06/2015 | Championnat du Luxembourg sur route espoirs           | Luxembourg | CN     | Tom Wirtgen |